# ハクサンオミナエシ
ハクサンオミナエシ（白山女郎花、学名：Patrinia triloba var. triloba）は、オミナエシ科オミナエシ属の多年草。別名、コキンレイカ。

## 特徴
茎の高さは20-60cm。葉は茎に対生し、茎の下方の葉には長い柄がつく。葉の形は広卵形で、幅は3-10cm、掌状に3-5中裂し、裂片は歯牙または欠刻がある。花期は7-8月、オミナエシに似た、花冠が5裂した径5mmの黄色の小花を集散花序につける。

## 分布と生育環境
本州の北陸地方から東北地方に分布し、山地の岩場に自生する。

## 変種
- キンレイカ Patrinia triloba (Miq.) Miq. var. palmata (Maxim.) H.Hara 関東以西の太平洋側と九州に分布する。
- シマキンレイカ Patrinia triloba (Miq.) Miq. var. kozushimensis Honda 伊豆七島の神津島に特産する。
- オオキンレイカ Patrinia triloba (Miq.) Miq. var. takeuchiana (Makino) Ohwi 福井県に特産する。